# سحر بعاصيري
سحر بعاصيري هي زوجة رئيس مجلس الوزراء اللبناني نواف سلام، صحفية لبنانية تعيش حاليا في مدينة نيويورك.
عملت سحر في الجريدة اللبنانية اليومية «النهار» في الفترة بين 1981 و 2009 . كانت سحر محررة الشئون الخارجية وكاتبة عمود خاص في الجريدة. أيضا كانت مراسلة لبنان في وكالة الأنباء الأمريكية «يونايتد برس انترناشيونال» في الفترة من 1989 إلى 1991. عملت كسفيرة ومندوبة دائمة للبنان في منظمة "اليونسكو" بين عامي 2018 و2023.
كتبت سحر كتابين باللغة العربية هما: «لبنان المعلق» و «عرب التيه» ، وتم نشرهما في عام 2009 من قبل دار النهار للنشر.
حصلت سحر على بكالوريوس في العلوم السياسية من الجامعة الأمريكية في بيروت. أيضا حصلت على درجة الماجستير من كلية الدراسات العليا في الصحافة بجامعة كولومبيا.